# Bernard Lelong
Bernard Lelong, né le 18 juin 1929 au Petit-Quevilly (Seine-Inférieure) et mort le 4 janvier 2015 à Apremont en Vendée, est un footballeur français, puis un entraîneur.  

## Biographie
Formé au FC Rouen, Bernard Lelong réalise la majeure partie de sa carrière au RC Paris, avec lequel il évolue en première division du championnat de France de 1954 à 1964 (il dispute 335 matchs à ce niveau, un record au Racing) et connaît même la Coupe des villes de foires lors de sa dernière saison. 
Il termine sa carrière au Sporting Club de Challans, dont il devient également l'entraîneur. Le 16 février 1967, l'équipe challandaise, dont il est un des défenseurs centraux, ne s'incline en 16e de finale de la Coupe de France, au terme d'un match valeureux, que sur le score de 2 buts à 1 dans l'île de Beauté face au SC Bastia.
À l'été 1972, il est nommé entraîneur du Stade Malherbe de Caen en catastrophe, à la suite du départ imprévu de Célestin Oliver. Il connaît la plus longue série de défaites consécutives de l'histoire du club (huit matchs, entre le 27 août 1972 et le 15 octobre 1972), de sorte qu'il est licencié dès le mois de novembre. Le club normand est relégué en troisième division en fin de saison.